# Cistussangere
Cisticolidae (cistussangere) er en familie af små spurvefugle, der omfatter omkring 160 sangere, og som hovedsageligt findes i de varmere, sydlige egne af den Gamle Verden. De blev tidligere ofte medtaget i familien Sylviidae (sylvia-sangere eller sangere fra den Gamle Verden).
Familien opstod sandsynligvis i Afrika, som rummer de fleste af arterne, men der findes repræsentanter for familien fra tropisk Asien til Australasien, og en enkelt art, cistussanger (Cisticola juncidis), yngler også i Europa.
I almindelighed er det meget små fugle i gråbrun til grå fjerdragt, som lever i det åbne land med græs eller krat. De kan være vanskelige at få øje på, og mange arter ligner hinanden, så deres sang er i mange tilfælde bedst at bruge til at identificere dem.
Det er insektædende fugle, som bygger rede lavt i vegetationen.
Fra Danmark er kun kendt arten cistussanger (Cisticola juncidis), der er truffet nogle få gange.

## Slægter i taksonomisk orden
Familien cistussangere inddeles i 27 slægter med i alt 160 arter (ifølge Gill & Donsker, 2013). 
- Neomixis (3 arter)
- Cisticola (52 arter, fx rødmasket cisticola)
- Incana (1 art)
- Prinia (25 arter)
- Schistolais (2 arter)
- Phragmacia (1 art)
- Oreophilais (1 art)
- Heliolais (1 art)
- Urolais (1 art)

- Oreolais (2 arter)
- Drymocichla (1 art)
- Spiloptila (1 art)
- Phyllolais (1 art)
- Apalis (24 arter)
- Urorhipis (1 art)
- Malcorus (1 art)
- Hypergerus (1 art)
- Eminia (1 art)

- Camaroptera (5 arter)
- Calamonastes (4 arter)
- Euryptila (1 art)
- Bathmocercus (2 arter)
- Scepomycter (2 arter)
- Orthotomus (12 arter)
- Artisornis (2 arter)
- Poliolais (1 art)
- Eremomela (11 arter)

### Tidligere taksonomisk inddeling
I 2006 blev familien inddelt på en lidt anderledes måde. Her omfattede familien disse 29 slægter (baseret på Del Hoyo et al., 2006): 
- Slægten Neomixis
  - Nordlig løvtimalie, Neomixis tenella
  - Grøn løvtimalie, Neomixis viridis
  - Stribet løvtimalie, Neomixis striatigula
- Slægten Orthotomus (skrædderfugle, omkring 13 arter)
- Slægten Prinia (omkring 28 arter)
- Slægten Heliolais
  - Kastanjevinget prinia, Heliolais erythropterus
- Slægten Cisticola (Cistussangere/græssangere, omkring 45 arter)
  - Rødmasket cisticola, Cisticola erythrops
- Slægten Incana
  - Socotrasanger, Incana incanus
- Slægten Scotocerca
  - Kratsanger, Scotocerca inquieta
- Slægten Malcorus
  - Rødøret sanger, Malcorus pectoralis
- Slægten Bathmocercus
  - Sortspættet rustsanger Bathmocercus cerviniventris
  - Sortmasket rustsanger Bathmocercus rufus
- Slægten Scepomycter
  - Mrs Moreaus sanger Scepomycter winifredae
  - Rubehosanger Scepomycter rubehoensis
- Slægten Hypergerus
  - Pirolsanger, Hypergerus atriceps
- Slægten Eminia
  - Papyrusgråsanger, Eminia lepida
- Slægten Apaliser, (Apalis, omkring 26 arter)
- Slægten Poliolais
  - Hvidhalet sanger Poliolais lopezi
- Slægten Camaroptera
  - Grønrygget gråsanger, Camaroptera brachyura
  - Gulbrynet gråsanger, Camaroptera superciliaris
  - Oliven gråsanger, Camaroptera chloronota
- Slægten Calamonastes
  - Zambiagråsanger, Calamonastes undosus
  - Gråsanger, Calamonastes simplex
  - Damaragråsanger, Calamonastes fasciolatus
- Slægten Euryptila
  - Kopjesanger Euryptila subcinnamomea
- Slægten Artisornis
  - Langnæbbet skrædderfugl, Artisornis moreaui
  - Afrikansk skrædderfugl, Artisornis metopias
- Slægten Schistolais
  - Hvidhaget prinia, Schistolais leucopogon
  - Sierra Leone Prinia Schistolais leontica
- Slægten Urolais
  - Grøn langhale, Urolais epichlora
- Slægten Phragmacia
  - Namaquaprinia, Phragmacia substriata
- Slægten Oreophilais
  - Bregneprinia, Oreophilais robertsi
- Slægten Drymocichla
  - Rødvinget gråsanger, Drymocichla incana
- Slægten Spiloptila
  - Sahelsanger, Spiloptila clamans
- Slægten Urorhipis
  - Rødmasket apalis, Urorhipis rufifrons
- Slægten Phyllolais
  - Akaciesanger, Phyllolais pulchella

Tilhørende en hidtil unavngivet Malagasysanger-gren (Bernieridae); se.
- Slægten Hartertula – tidligere i Neomixis

Tilhørende Sylvia-/papegøjenæb-grenen.
- Slægten Rhopophilus
  - Kinesisk bjergsanger, Rhopophilus pekinensis
- Slægten Eremomela [5]